# Championnat de France de hockey sur glace 1965-1966
Saison précédente Saison suivante
La saison 1965-1966 est la 45e saison du championnat de France de hockey sur glace.

## Bilan
22e titre de champion de France pour le Chamonix Hockey Club.